# Saint-Mélany
Saint-Mélany é uma comuna francesa na região administrativa de Auvérnia-Ródano-Alpes, no departamento de Ardèche. Estende-se por uma área de 10,64 km². Em 2010 a comuna tinha 109 habitantes (densidade: 10,2 hab./km²).